# Škvorec (starý zámek)
Škvorec (někdy zvaný též Savoia) je částečně dochovaný hrad přestavěný na zámek ve stejnojmenném městečku v okrese Praha-východ. Založen byl ve druhé polovině 13. století. Mezi jeho významné majitele patřil arcibiskup Olbram III. ze Škvorce a panské rody Klinštejnů a Smiřických ze Smiřic. Zikmund I. Smiřický ze Smiřic přestavěl gotický hrad na renesanční zámek, který byl později barokně upraven. Od konce 18. století nebyl zámek udržován, a většina jeho zchátralých budov byla po roce 1860 stržena. Dochované části jsou zapsané do seznamu kulturních památek.

## Historie

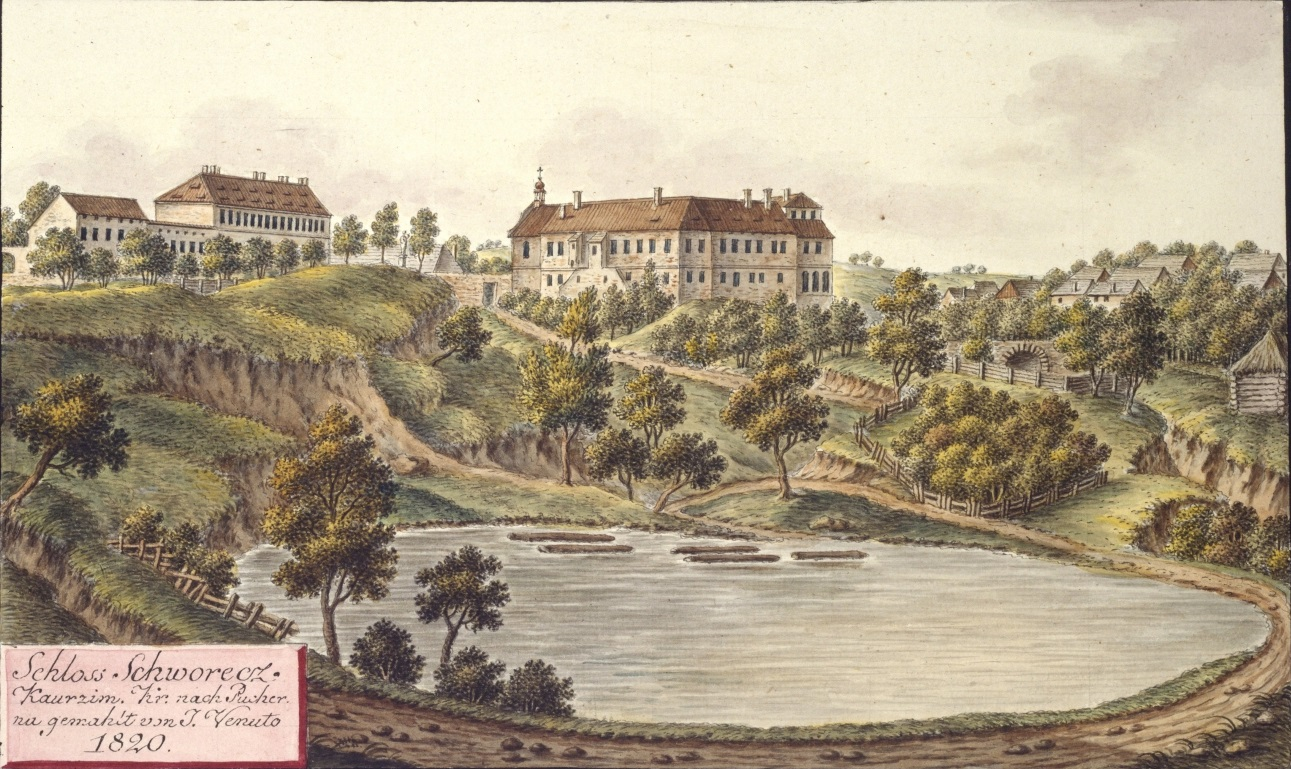
Veduta od Jana Antonína Venuta z roku 1820

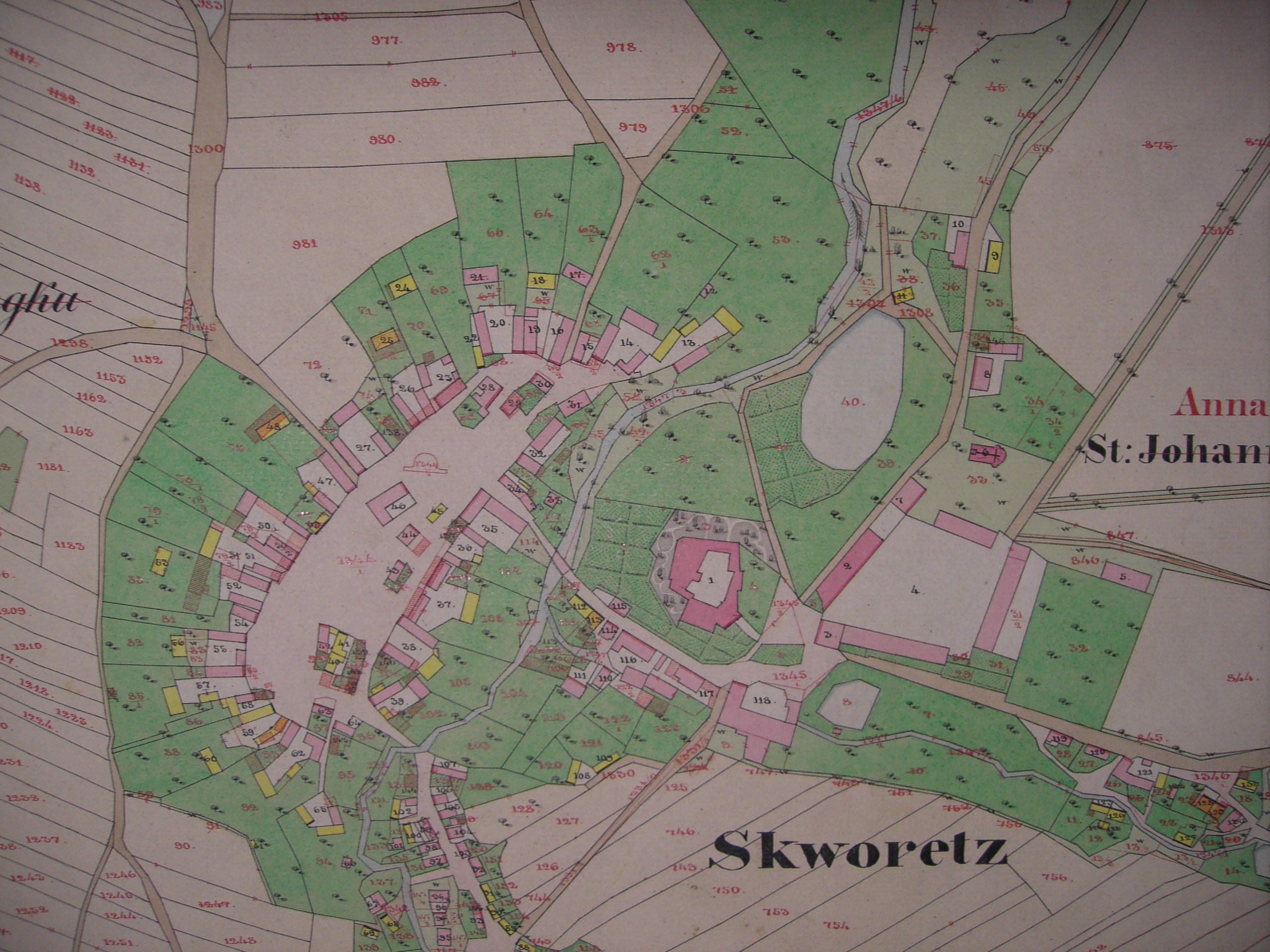
Půdorys zámku na katastrální mapě z roku 1841

Škvorecký hrad je výslovně uveden v listině z roku 1404, ale založen byl pravděpodobně již na konci sedmdesátých let 13. století významným královským úředníkem Domaslavem, který zastával funkce královnina stolníka, číšníka, purkrabího Pražského hradu a také úřad nejvyššího zemského komorníka. Ve druhé polovině 14. století hrad patřil rodu Olbramoviců. Na přelomu 14. a 15. století škvorecké panství držel pražský arcibiskup Olbram III. ze Škvorce s bratry Pavlem a Václavem. Za nich byl starý hrad významně přestavěn, a získal podobu tehdy moderní dvoupalácové dispozice.
Po arcibiskupově smrti hrad s polovinou místního hospodářského dvora a několika vesnicemi připadl Václavovi, od kterého ho roku 1411 koupil Jan Nichilen z Prahy a od něj ji před rokem 1418 získal Jan z Klučova. Druhá část panství zůstala Pavlovi ze Škvorce, po kterém ji v roce 1418 zdědila vdova Eliška. Její druhý manžel Jan Ohnišťko z Ohnišťan ve dvacátých letech 15. století rozdělené panství spojil do jednoho celku. Roku 1426 v souboji zabil Prokopa Trčku z Květnice, za což byl odsouzen a popraven stětím. Zadlužené vdova musela prodat příjmy ze Škvorce, Hostyně a poloviny Úval. Novými majiteli se postupně stali Prokop Bervík z Malešic a Vilém z Kounic, od kterého se majetek roku 1431 vrátil do rukou rodu Olbramoviců. Olbram před rokem 1435 přenechal hrad svému švagru Janovi, od jehož syna Mikuláše škvorecké panství v roce 1462 koupil Čeněk z Klinštejna.
Po Čeňkovi hrad zdědil jeho syn Jan Škvorecký z Klinštejna, za něhož byla vesnice roku 1497 povýšena na městečko. Jan Škvorecký zemřel před rokem 1510, kdy se po hradu psal Čeňkův bratr Zdeněk Škvorecký z Klinštejna známý častými spory se svými sousedy i příbuznými. Jeho syn Jindřich Škvorecký z Klinštejna padl v Uhrách a novým majitelem panství se roku 1522 stal jeho strýc z matčiny strany Zikmund I. Smiřický ze Smiřic († 1548), který nechal hrad přestavět na renesanční zámek.
Zikmund Smiřický měl tři syny, z nichž Škvorec připadl Jaroslavovi, ale před rokem 1560 ho získal jeho bratr Albrecht, který panství rozšířil o Hostyni. Když roku 1566 zemřel, zdědili panství jeho nezletilí synové, z nichž Jaroslav předčasně zemřel a jediným majitelem se stal Václav Smiřický ze Smiřic, který zemřel ve Škvorci v roce 1593. Jeho syn Albrecht Václav zemřel v roce 1614, a panství přešlo na jeho příbuzného z hruboskalské linie rodu Albrechta Jana Smiřického ze Smiřic (1594–1618), kterému bylo za účast na stavovském povstání zabaveno. Zkonfiskovaný majetek získal roku 1621 Albrecht z Valdštejna, ale již o dva roky později ho prodal knížeti Karlovi z Lichtenštejna.
Během třicetileté války byl zámek 27. listopadu 1639 vypleněn a vypálen švédským vojskem. Škody byly opraveny jen provizorně, a neudržovaný zámek zřejmě dál chátral, protože Bohuslav Balbín ho popsal jako zříceninu. Část zámku byla opravena roku 1710 a po roce 1729 ji údajně obývala Marie Terezie Savojská. Na konci 18. století začal zámek znovu chátrat a v letech 1860–1884 byla jeho podstatná část rozebrána a na jejím místě roku 1890 postavena škola.
Od poloviny 19. století do roku 1939 část zámku využívala škvorecká židovská komunita, které v něm měla synagogu, byt rabína a ješivu. Od roku 1950 zámek patřil k majetku zemědělského družstva a v roce 1993 byl navrácen původním majitelům. V roce 2008 byla zahájena jeho rekonstrukce.

## Stavební podoba
Hrad byl založen na konci ostrožny, od jejíhož zbytku byl oddělen širokým příkopem. Původní palác stával v místech školní budovy. Branská věž s gotickým portálem a brankou pro pěší byla postavena při přestavbě na přelomu 14. a 15. století. V roce 1404 je uváděna také kaple, která se pravděpodobně nacházela v paláci na čelní straně hradu, ze kterého se dochovala boční zeď.
Nejstarší stavební fáze pravděpodobně patřila ke hradům s palácem jako hlavní obrannou i obytnou stavbou. Na přelomu 14. a 15. století proběhla výrazná přestavba a stavební dispozice se změnila na hrad dvoupalácového typu. Během renesanční přestavby vzniklo uzavřené obdélníkové nádvoří se západním palácovým křídlem vybaveným arkádami. Podle popisu z roku 1618 se v zámku nacházela klenutá síň, panské pokoje, kanceláře, pokoje vrchnostenských úředníků a hospodářské provozy v přízemí. Z původní dispozice se dochovala jen část barokně upraveného východního křídla se vstupní věží a kamenným barokním mostem.